# بوبي فارلي
بوبي فارلي (بالإنجليزية: Bobby Farrelly)‏ هو كاتب سيناريو ومنتج أفلام ومخرج أمريكي، ولد في 17 يونيو 1958 في كمبرلاند في الولايات المتحدة.

## وصلات خارجية
- بوبي فارلي على موقع EliteProspects.com (الإنجليزية)
- بوبي فارلي على موقع HockeyDB.com (الإنجليزية)
- بوبي فارلي على موقع IMDb (الإنجليزية)
- بوبي فارلي على موقع مونزينجر (الألمانية)
- بوبي فارلي على موقع ألو سيني (الفرنسية)
- بوبي فارلي على موقع أول موفي (الإنجليزية)
- بوبي فارلي على موقع قاعدة بيانات الأفلام السويدية (السويدية)
- بوبي فارلي على موقع إن إن دي بي (الإنجليزية)
- بوبي فارلي على موقع قاعدة بيانات الفيلم (الإنجليزية)
- بوبي فارلي على موقع كينوبويسك (الروسية)